# Kanton Meudon
Kanton Meudon is een kanton van het Franse departement Hauts-de-Seine. Kanton Meudon maakt deel uit van het arrondissement Boulogne-Billancourt en telt 65.872 inwoners in 2017.

## Gemeenten
Het kanton Meudon omvatte tot 2014 een deel van de gemeente Meudon.
Door de herindeling van de kantons bij decreet van 24 februari 2014, met uitwerking in maart 2015, omvat het kanton sindsdien de gemeenten :
- Meudon (volledig)
- Chaville